# 타이난초
타이난초(ไทย蘭草, 학명: Thaia saprophytica 타이아 사프로피티카[*])는 석곡아과의 단형 족인 타이난초족(ไทย蘭草族, 학명: Thaieae 타이에아이[*])의 단형 속인 타이난초속(ไทย蘭草屬, 학명: Thaia 타이아[*])에 속하는 유일한 종이다.